# Renate Blank
Renate Anna Blank, geb. Reichenberger (* 8. August 1941 in Nürnberg; † 16. Juni 2021), war eine deutsche Politikerin (CSU).

## Leben und Beruf
Sie arbeitete nach dem Besuch des Gymnasiums als Bankangestellte und war nach ihrer Heirat als Hausfrau tätig. Seit 1976 war sie selbstständige Einzelhändlerin in der Textilbranche. Sie war seit 1966 verheiratet und hatte zwei Kinder.

## Politik
Sie trat 1974 in die CSU und gehört dem Vorstand des CSU-Kreisverbandes sowie dem Vorstand des CSU-Bezirksverbandes Nürnberg an. Von 1984 bis 1990 gehörte Renate Blank dem Stadtrat von Nürnberg an. Von 1990 bis 2009 war sie Mitglied des Deutschen Bundestages. Im Januar 2007 forderte sie ein Kopftuchverbot beim Führen eines Kraftfahrzeuges.
Renate Blank ist 1998 über die Landesliste Bayern und sonst stets als direkt gewählte Abgeordnete des Bundestagswahlkreises Nürnberg-Süd in den Bundestag eingezogen. Bei der Bundestagswahl 2005 erreichte sie hier 44,0 % der Erststimmen.
Am 19. September 2008 gab Renate Blank bekannt, im Jahr 2009 nicht mehr für den Bundestag zu kandidieren.

## Auszeichnungen
- Bundesverdienstkreuz am Bande (18. März 1996)[3]
- Bayerischer Verdienstorden